# Nationalpark Otishi
Der Nationalpark Otishi, span. Parque Nacional Otishi, ist ein am 14. Januar 2003 gegründeter Nationalpark in Peru, der auf dem Dekret Nº 003-2003-AG basiert.

## Lage
Der 2925,76 Quadratkilometer große Park erstreckt sich über die höheren Lagen der nördlichen Cordillera de Vilcabamba. Das Gebiet zieht sich vom Distrikt Río Tambo in der Provinz Satipo in der Region Junín bis in den Distrikt Echarati in der Provinz La Convención in der Region Cusco. Der Río Cutivireni und dessen Nebenfluss Río Mayoventi entwässern einen Großteil im Süden des Nationalparks nach Westen zum Río Ene.
Der Park erstreckt sich zwischen den südlichen Breitengraden 11/10/0/S und 12/20/0/S und zwischen den westlichen Längengraden 72/50/0/W bis 73/35/0/W.
In den Park führt nur eine Straße bis nach Puerto Ocopa (11° 9′ S, 74° 18′ W). Anschließend erreicht man den Park nur noch über die Flüsse Río Ene, Río Tambo und Río Apurímac. Ein weiterer potentieller Zugang zum Park bildet der Río Urubamba.
Im Nationalpark befinden sich die Cataratas las Tres Hermanas, die dritthöchsten Wasserfälle der Erde.

## Flora
Der Park hat beinhaltet vier verschiedene Waldzonen. Es handelt sich hierbei um:
- Sehr feuchter tropischer Prä-Bergwald mit einer jährlichen Regenmenge von durchschnittlich 3800 Millimeter. Dieser Teil wird durch Klimaxvegetation dominiert.[4]
- Tropischer Prä-Bergregenwald mit einer jährlichen Regenmenge von mehr als 4000 Millimeter. Die Vegetation variiert zwischen klein bis mittelgroßen Pflanzen bis hin zu dünnen schlanken Bäumen.[4]
- Niederer tropischer und subtropischer Bergregenwald mit einer jährlichen Regenmenge bis 4500 Millimeter mit kleinen bis mittleren Bäumen und typischer Vegetation der Puna[5]
- Tropischer und subtropischer Bergregenwald die durchschnittliche Regenmenge variiert hier zwischen 2000 und 4000 Millimeter. Die Vegetation wird von bis zu 15 Meter hohen Bäumen dominiert.[5]

Eine Erhebung hat drei verschiedene Arten der Vegetation ergeben. Zunächst ist hier eine von Sauergrasgewächsen, Xyris sp., Eriocaulon, Bartsia, Baldrian, Greiskräutern und Sträuchern wie Korbblütler, Heidekrautgewächsen und Enziangewächsen zu erwähnen. Dazwischen finden sich Bäume der Gattung Weinmannia, Symplocos und Bergaralien. Ein weiterer Bereich des Parkes ist von Polylepis dominiert. In einer dritten Vegetationszone findet man Symplocos, Gynoxys und Myrsine.

## Fauna

### Säugetiere
Im Park wurden 123 Arten von Fledertieren gezählt. In Höhen um 3300 m wird die Fauna von 10 verschiedenen Nagetierarten dominiert. So findet man hier wilde Echte Meerschweinchen (Cavia). In dieser Höhe ist auch der Brillenbär (Tremarctos ornatus) heimisch. 1997 wurde im Gebiet eine für die Wissenschaft neue Art namens Cuscomys ashaninka entdeckt, die zur Familie der Chinchillaratten gehört. Ein weiterer Nager, der im Gebiet vorkommt ist die Haus-Spitzmausbeutelratte (Monodelphis domestica). Bis auf 1000 Meter findet man unter den Säugetieren Pakas, Rothirsche, Weißbartpekari, Halsbandpekari und wenige große Affenarten.

### Vögel
Im Park wurden 412 Vogelarten gezählt. Unter ihnen finden sich u. a. der Graukronen-Schnäppertyrann (Myiophobus pulcher), der Rostkehl-Distelschwanz (Schizoeaca vilcabambae), der Marcapata-Baumschlüpfer (Cranioleuca marcapatae), die Weißflecken-Ameisenpitta (Grallaria erythroleuca) und der Parodi-Hemispingus (Hemispingus parodii).

### Amphibien und Reptilien
2003 wurden im Park die für die Wissenschaft neue und zur Familie der Zwergtejus gehörende Art Proctoporus sucullucu sowie zwei neue Froschlurcharten der Gattung Phrynopus (u. a. Phrynopus ayacucho) entdeckt.
2023 wurde im Park die 20. Echsenart der Gattung Proctoporus entdeckt; 18 kommen in den Bergwäldern Perus vor.